# 項經
項經（1452年—1529年），字誠之，晚年自號怡庵翁，浙江嘉興府嘉善縣人，官籍，明朝政治人物。

## 生平
成化七年（1471年）辛卯科順天鄉試第四十九名舉人，二十三年（1487年）中式丁未科會試第八十一名，二甲第五十八名進士。弘治二年（1489年）十月實授南京福建道御史，九年（1496年）出為太平府知府，以父親去世奔喪回。服闋，十八年（1505年）改臨江府，正德三年（1508年）正月以考察調用，改任汀州府知府，不久辭官而歸。以薦擢江西右參政致仕。嘉靖八年（1529年）卒，年七十八。

## 家族
曾祖項景亮，縣丞，贈資政大夫、都察院左都御史；祖父項衡，贈資善大夫、都察院左都御史；父項忠，兵部尚書，贈太子太保。前母劉氏（贈夫人）；母鮑氏（贈夫人）。嚴侍下。兄項綱（貢士）、項紀（正術）、項綸，弟項綬（正千戶）、項緯、項繼、項縉、項紳、項纘。